# Pék Zoltán
Pék Zoltán (1971–) magyar műfordító, szerkesztő, író, zenész.

## Életrajza
1990-ben végzett a kaposvári gépipari technikumban, aztán zenével foglalkozott, különböző dzsesszformációkban gitározott, és a Wei Wu Wei zenekar tagja, szerepelt annak második albumán (Későre jár, 1997). Az ELTE angol tanszékén szerzett bölcsészdiplomát 2004-ben, azóta műfordítással foglalkozik.

## Művei

### Önálló művei
- Barátok és egyéb utánfutók (novellák) Kortárs, 1999
- Elbújik a fénybe (novellák) Kortárs, 2003
- Feljövök érted a város alól (regény) Agave, 2015[1]

### Műfordításai
2022-ig többek között Philip K. Dick 36, Christopher Moore 15, Neil Gaiman 14, Anthony Horowitz 10, Ray Bradbury 8, John Scalzi és Jonathan Stroud 5–5, Brandon Mull 4 alkotását fordította magyar nyelvre.
- Joe Hill: Fekete telefon. Gabo, 2022
- Stephen King: Később. Európa, 2022
- John Updike: Emlékek Gerald Ford elnökségéről. 21. Század, 2022
- Matthew Baker: Egy nehéz nap utópiában. Agave, 2021
- Ray Bradbury: Marsbéli krónikák (Teljes változat). Agave, 2020
- Ken Liu: Láthatatlan bolygók. Agave, 2019
- Ernest Hemingway. Egy élet emlékei. Európa, 2019
- Jim Crace: Az utolsó aratás. 21. Század, 2018
- Az év legjobb science fiction és fantasy novellái. Gabo, 2017
- Philip K. Dick: Emlékmás. Agave, 2016
- Cixin Liu: A háromtest-probléma. Európa, 2016
- William Gibson: Virtuálfény. Agave, 2015
- Bill Bryson: Egyik lábam itt… Akadémiai, 2014
- Richard Hooker: MASH. Könyvmolyképző, 2014
- Ray Bradbury: Fahrenheit 451. Agave, 2013
- Gary Shteyngart: Abszurdisztán. Cor Leonis, 2013
- John Scalzi: Vének háborúja. Agave, 2012
- Brandon Mull: Titokfölde. A mesés menedék. Könyvmolyképző, 2012
- Jonathan Stroud: Salamon király gyűrűje. Animus, 2011
- William Faulkner: A legyőzetlenek. Kalligram, 2010
- A. E. van Vogt: A Nulla-A világa. Agave, 2009
- Gregory Maguire: Boszorkány. Kelly, 2009
- Agave 100. Agave, 2008
- Philip K. Dick: Várjuk a tavalyi évet. Agave, 2008
- Ray Bradbury: A villamos testet éneklem. Agave, 2008
- John Kennedy Toole: A neonbiblia. Cartaphilus, 2008
- Lawrence Sutin: Isteni inváziók. Philip K. Dick élete. Agave, 2007
- William Gibson: A holnap tegnapja. Kozmosz, 2006
- A XX. század nagy beszédei. Agave, 2006
- Christopher Moore: Biff evangéliuma. Agave, 2006
- Anthony Horowitz: Homályos nyomok. Animus, 2005
- Huszadik századi brit novellák. Noran, 2005
- Paul Auster: Az orákulum éjszakája. Európa, 2004
- Philip K. Dick: Valis. Agave, 2004
- Paul Auster: Az illúziók könyve. Európa, 2003
- Philip K. Dick: Palmer Eldritch három stigmája. Agave, 2003
- David Flusfeder: Ajándék. Palatinus, 2003
- Thomas Warton: Szalamandra. Palatinus, 2003
- Ray Bradbury: Gonosz lélek közeleg. Európa, 2002
- Nicholas Evans: A füstlovag. Európa, 2002
- Bill Bryson: Jegyzetek egy kis szigetről. Európa, 2002
- Bill Bryson: Jegyzetek egy nagy országról. Európa, 2002
- Frederik Pohl: Reklámhadjárat. Möbius, 2001
- Rig-veda. Farkas Lőrinc Kiadó, 2000
- Buzz Aldrin–John Barnes: A csillagok fiai 1-2. Möbius, 1999
- Saki: Válogatott elbeszélések. Paginarium, 1999
- Fényévek 2. (John Brunner, Stephen Baxter). Möbius, 1998

## Díjai
- Trethon Judit-emlékgyűrű (2013)
- Év Gyermekkönyve díj, Hubby Év Fordítója díj (2013)
- Wessely László-díj (2018)